# Gioachino Bellone
Gioachino Bellone (Torino, 1776 – Torino, 24 luglio 1851) è stato un burattinaio italiano vissuto nel Regno di Sardegna. È stato l'inventore del burattino Gianduja, insieme al suo collega Giovanni Battista Sales.

## Biografia
Bellone nacque a Torino, figlio di Carlo. Per lungo tempo si è creduto erroneamente che fosse nativo di Racconigi; invece, ricerche più recenti hanno dimostrato la sua nascita nella capitale sabauda. Egli contribuì, in modo secondario, alla creazione della maschera tipica piemontese: Gianduja. Insieme al collega Giovanni Battista Sales, Bellone aiutò a creare il personaggio, nella città di Genova, in un periodo probabilmente compreso tra il 1802 ed il 1804.
Il duo artistico si trasferì a Torino e, nel 1819, si stabilì nell'ormai scomparso teatrino di San Rocco, diventato poi teatrino Gianduja. Bellone non seguì per tutta la vita il collega Sales: dopo alcuni anni si ritirò, conducendo una vita agiata. Nell'atto di morte viene indicato come benestante.